# Gathering of the Tribes
De Gathering of the Tribes was de eerste Be-In die gehouden werd op 14 januari 1967 in het Golden Gate Park in San Francisco als onderdeel van de Summer of Love.  De naam werd ontleend aan de cover van de krant de San Francisco Oracle die "A Gathering of the Tribes for a Human Be-In” aankondigde bedoeld om de aan de ene kant meer behoudende krachten tegen de oorlog in Vietnam en de radicalere groeperingen te verenigen.
Er waren optredens van de belangrijkste rock bands uit San Francisco, zoals de Grateful Dead en Quicksilver Messenger Service. Verder traden dichters als Allen Ginsberg en Timothy Leary op.
Tijdens dit optreden werden de echte idealen van de nieuwe jeugdcultuur in de Verenigde Staten geproclameerd: persoonlijke vrijheid, dieper bewustzijn van de eigen persoon en het plaatsen van vraagtekens bij autoriteiten.